# Canton de Besançon-Est
Le canton de Besançon-Est est une ancienne division administrative française, située dans le département du Doubs et la région Franche-Comté.

## Administration
| Période | Période          | Identité           | Étiquette    | Qualité                                                                                  |
| ------- | ---------------- | ------------------ | ------------ | ---------------------------------------------------------------------------------------- |
| 1973    | 1982             | Raymond Tourrain   | RPR          | Agent d'assurances, ancien résistant Député (1978-1981)                                  |
| 1982    | 2001             | Claude Salomon     | RPR          | Cadre de banque Conseiller municipal de Besançon                                         |
| 2001    | 2008             | Jacques Grosperrin | RPR puis UMP | Professeur agrégé à l'Université Conseiller régional (2004-2007) puis député (2007-2012) |
| 2008    | 2014 (démission) | Éric Alauzet       | Vert         | Médecin Conseiller municipal délégué de Besançon Député depuis 2012                      |
| 2014    | 2015             | Patricia Olivares  | PS           | Directrice adjointe du cabinet du maire de Besançon Adjointe au maire de Chalèze         |

## Composition
Le canton de Besançon-Est comprenait les trois communes suivantes :
| Nom                  | Code Insee | Intercommunalité            | Superficie (km2) | Population (dernière pop. légale) | Densité (hab./km2) |
| -------------------- | ---------- | --------------------------- | ---------------- | --------------------------------- | ------------------ |
| Besançon (chef-lieu) | 25056      | CU Grand Besançon Métropole | 65,05            | 116 676 (2015)                    | 1 794              |
| Chalezeule           | 25112      | CU Grand Besançon Métropole | 3,94             | 1 264 (2014)                      | 321                |
| Chalèze              | 25111      | CU Grand Besançon Métropole | 5,68             | 368 (2014)                        | 65                 |

Seule une fraction de Besançon fait partie de ce canton, en l'occurrence les quartiers de Bregille, Helvétie, Fontaine-Argent, Clairs-Soleils, Chaprais, Cras, Mouillère et Prés-de-Vaux.

## Démographie
| 1975 | 1982 | 1990   | 1999   | 2006   | 2011   | 2012   |
| ---- | ---- | ------ | ------ | ------ | ------ | ------ |
| -    | -    | 25 454 | 25 956 | 24 998 | 24 581 | 25 070 |